# شذى ممدوح
شذى ممدوح (31 يوليو 1984م -)، مغنية وممثلة مصرية.

## عن حياتها
دخلت مجال التمثيل منذ صغرها فمثلت دوراً في فيلم الجراج مع نجلاء فتحي وبعد ما كبرت اتجهت للـ غناء وشاركت في بعض شرائط الريمكس.
شـذى ولدت في «المملكة السعودية» وعاشت هناك حتى بدأت حرب الخليج عام 1991 ورجعت لمصر واستقرت في القومية في الزقازيق عاصمة محافظة الشرقية محل ميلاد والدتها. بعد الاستقرار في مصر اكملت تعليمها في مدرسة «الشبان المسلمين» في الزقازيق. بعد ذلك حصلت على شهادة الثانوية العامة من مدرسة «جمال عبد الناصر».
شذى دخلت «اكايمية العبور الخاصة» وحصلت على شهادة «إدارة الأعمال».

## ألبومتها[3]
في عام 2003، شذى انضمت لشركة «ليبو» للإنتاج الفنى.
في عام 2004 شذى اصدرت البومها الثاني بعنوان «ليالى الشوق». هذا الالبوم كان ناجح جدا، انه كان ضمن احسن 100 البوم في مصر. انها حققت العديد من النجاح.
شذى صورت ثلاث كليبات من البومها:
- «ليالى الشوق» من احسن عشرة كليبات
- «اسكت» من احسن عشرة كليبات
- «انا قلبى داب» من احسن 50 كليب

ثم قامت شذى بالتعاقد مع شركه عالم الفن عام 2005
2006 اصدرت أغنية منفرده (طول ليلي)
واصدرت البومها الناجح جدا «ليالي» 2008
و قامت ببطولة مسلسل الست كوم «بدر وبدريه» وفيلم «قاطع شحن»
2010 جددت عقدها مع شركة عالم الفن.
في عام 2014 تعاقدت مع شركه EWE للمنتج نجيب سويرس
2015 عرض لها مسلسل اولاد السيده
إنتاج صوت القاهرة
بطوله
طارق لطفي محمد كريم شذى
تأليف مجدي الابياري إخراج هاني إسماعيل

## 2017 انضمت إلى شركه عالم الفن مجددا
2018 اصدرت أغنية فستان فرح إنتاج عالم الفن (مزيكا)
2019 اصدرت أغنية single دويتو مع أوكا وأورتيجا)
Strong independent woman (المرأة المستقله)
2020 تعاقدت مع المنتج محمد حامد
14/2/2020 اصدرت أغنية single لعيد الحب (أجمل أوقات)
2021 بصدد إصدار لأغنية منفرده single (مقلوبه حياتي) إنتاج شركه (CASSETTE) للمنتج محمد حامد

## وصلات خارجية
- شذى ممدوح على موقع الدهليز
- شذى ممدوح على موقع قاعدة بيانات الأفلام العربية